# Белороссов, Владимир Александрович

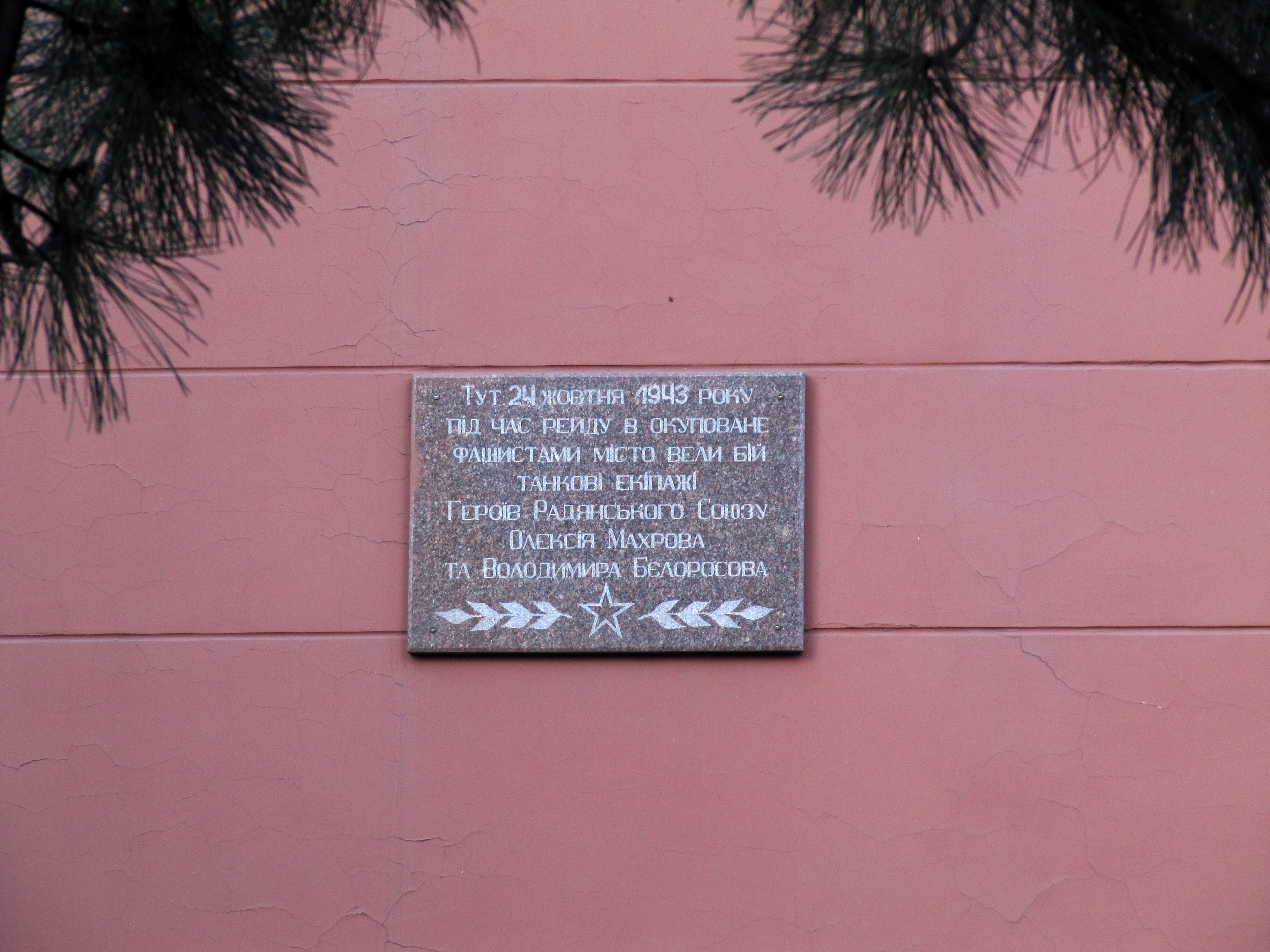
Памятная доска на корпусе Криворожского национального университета

Владимир Александрович Белороссов (28 декабря 1922, Иваново-Вознесенск — 1943) — младший лейтенант РККА, участник Великой Отечественной войны, Герой Советского Союза (1944).

## Биография
Родился 28 декабря 1922 года в городе Иваново-Вознесенск в рабочей семье. Окончил городскую среднюю школу № 46. Увлекался рисованием, фотографией, литературой, кино. В 1942 году был призван на службу в Рабоче-крестьянскую Красную армию Фрунзенским районным военным комиссариатом. Был направлен на учёбу в Горьковское танковое училище. Окончил его в 1943 году, получил звание младшего лейтенанта, стал командиром танка «Т-34» 181-й танковой бригады 18-го танкового корпуса 5-й гвардейской танковой армии 2-го Украинского фронта.
Отличился во время освобождения Кировоградской области Украинской ССР. 17 октября 1943 года он участвовал в бою у села Попельнастое Александрийского района, 25 октября — у города Кривой Рог, поддерживая наступление 1-го авиадесантного полка. Танк Белороссова далеко продвинулся вперёд и, оказавшись во вражеском окружении, был подбит. Белороссов приказал экипажу покинуть танк и, отбившись автоматным огнём от наступающих немецких подразделений, прорвался из окружения. Во время этих боёв танком Белороссова были уничтожены 2 танка «Тигр», 1 танк «Т-IV», четыре бронемашины, 2 противотанковых ружья, 3 БТР, 4 пулемётных точки, 3 батареи миномётов, около 200 солдат и офицеров противника.
27 октября 1943 года в бою у села Анновка Криворожского района Днепропетровской области младший лейтенант Белороссов получил тяжёлое ранение и был эвакуирован в госпиталь, где через несколько дней скончался. Точная дата смерти и место захоронения неизвестны.
Указом Президиума Верховного Совета СССР от 10 марта 1944 года за «образцовое выполнение заданий командования и проявленные мужество и героизм в боях с немецко-фашистскими захватчиками» младший лейтенант Владимир Белороссов посмертно был удостоен высокого звания Героя Советского Союза.

## Память
- Улица Танкиста Белороссова в Иваново[2].
- Улица Белороссова в Кривом Роге[3].
- В школе № 7 города Иваново действует музей боевой славы Героя Советского Союза Белороссова[1].
- Памятная доска в честь воинов-танкистов на корпусе Криворожского национального университета[4].